# Plaza Luis de Fuentes
La Plaza Luis de Fuentes y Vargas, conocida también como Plaza Mayor o Principal, es la plaza principal de la ciudad de Tarija, capital del departamento homónimo en Bolivia. 
La plaza presenta estatuas del militar andaluz Luis de Fuentes y Vargas, fundador de la ciudad de Tarija, y del expresidente Aniceto Arce. A sus alrededores se pueden encontrar importantes edificios públicos, incluyendo el Patio del Cabildo, la Asamblea Legislativa Departamental y La Gobernación. También se encuentran varios restaurantes, bancos y museos. 
La Plaza Luis de Fuentes y Vargas es una singularidad en Bolivia, pues es la única que no tiene frente a ella a la Catedral Metropolitana o la iglesia principal de la ciudad. El 17 de abril de 2006 el Congreso de Bolivia reconoció el valor histórico y artístico de la plaza mediante la Ley N° 3377.

## Historia
La construcción de la plaza inició el 4 de julio de 1574, el mismo día en que el militar andaluz Luis de Fuentes fundó la ciudad de Tarija. Como todas las plazas mayores de la época, ésta tenía el ejercicio de albergar a las tropas españolas, de allí proviene el nombre "plaza de armas". Sin embargo, tuvieron que pasar muchos años para que la plaza fuese tomando su forma actual, debido a la construcción de muchas casas y el traslado de la Catedral Metropolitana. En 1894 el entonces Ministro de Gobierno de Mariano Baptista, Luiz Paz Arce, mandó a instalar una fuente de bronce conocida como "La Pila", que durante años sirvió a los locales como fuente de agua. 
Luego de la independencia de Bolivia, la plaza fue escenario de múltiples cabildos que terminaron por anexar a Tarija a la recién fundada república boliviana.

## Actualidad

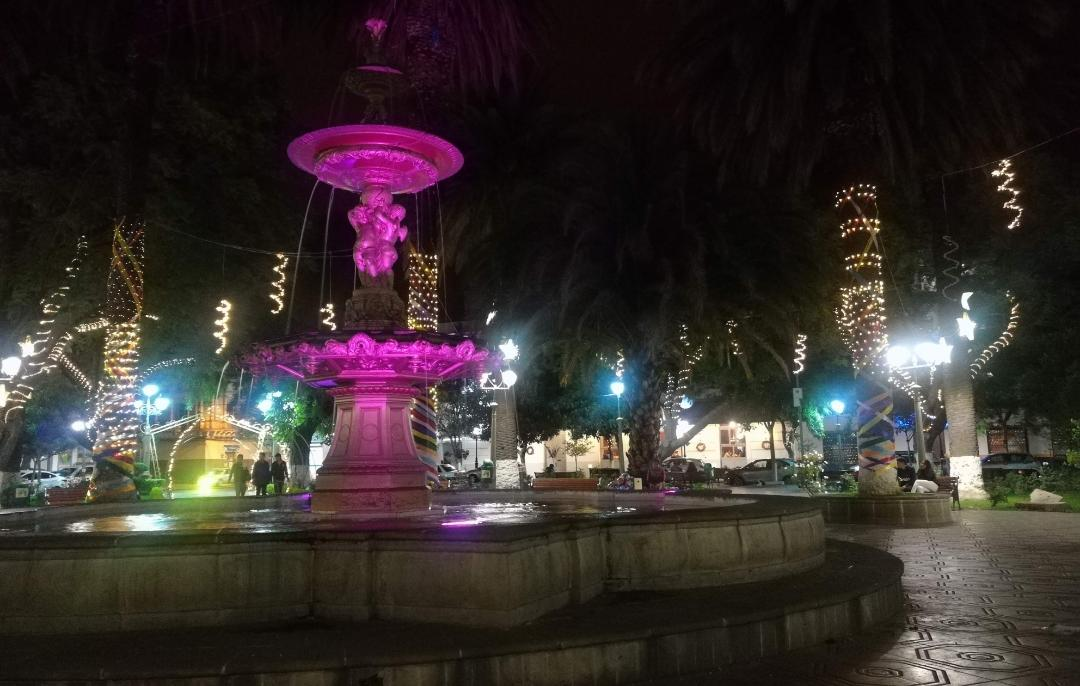
Plaza Luis de Fuentes adornada en vísperas de Navidad.

La Plaza Luis de Fuentes continúa siendo un lugar de encuentro para los locales y es uno de los principales atractivos turísticos de la ciudad. Ello debido a que se pueden encontrar muchos restaurantes, cafeterías y tiendas en sus alrededores.
La plaza también es escenario de importantes demostraciones culturales y sociales que se realizan en determinadas fechas del año y continúa siendo un gran referente en los grandes movimientos cívicos que pueden desarrollarse en la ciudad.